# Waldyr Sant'anna
Waldyr Camargo Sant'anna (Rio de Janeiro, 26 de novembro de 1936 – Rio de Janeiro, 21 de abril de 2018) foi um ator e dublador brasileiro, considerado um dos grandes nomes da dublagem brasileira.
Veterano da área, dublou personagens como Homer Simpson em Os Simpsons, Stan Laurel, Eddie Murphy e Hacker em CyberChase.

## Biografia
Waldyr começou a carreira em São Paulo em 1956 como locutor e disc jockey na Rádio Excelsior. Também trabalhou na Rádio Nacional de São Paulo. Depois disso, foi para a TV Paulista, por trabalhar na Rádio Nacional que era das organizações Victor Costa, dona também da TV Paulista e lá fez, entre outros trabalhos, muitos Tele Dramas. Em 1964, voltou para o Rio onde foi trabalhar nas rádios Agencia Nacional, Mauá, Continental, Jornal do Brasil, entre outras. Também foi Assessor da Direção da Rádio Nacional do Rio de Janeiro.
Desde 1958, já atuava na dublagem em São Paulo, tendo se afastado logo depois, e só retornado em 1966, já no Rio de Janeiro. Passou por empresas como TV Cinesom, CineCastro, Telecine, Herbert Richers, VTI, entre outras. Com o afastamento da Richers em 1979, Waldyr se dedicou a outros estúdios. Nos anos de 1980 com a chegada da VTI, dedicou-se quase que completamente à empresa, sendo dela um dos dubladores principais, e também tendo sido narrador por alguns anos.
Como ator, participou também de várias telenovelas, tais como Água Viva, Rosa Baiana, Sol de Verão, Guerra dos Sexos, O Salvador da Pátria, Suave Veneno, Roque Santeiro, de Dias Gomes, interpretando Terêncio, o capataz (jagunço) de Sinhozinho Malta (Lima Duarte), em Baila Comigo como Jandir, na minissérie Sex Appeal como Jonas, em Corpo a Corpo como Agildo e em 2007 fez uma participação especial na novela Sete Pecados, onde interpretou um juiz de boxe. Também já participou de vários programas da Globo, como Linha Direta, o seriado Mulher e o seriado infanto-juvenil Sítio do Picapau Amarelo, durante a década de 80, dando voz ao o "Vidro Azul". Também fez narrações no seriado Juba e Lula.
Waldyr morreu em 21 de abril de 2018. Foi mencionado que ele tinha vício em álcool, mas isso logo foi desmentido pelos familiares. Em 2012 Waldyr havia tido problemas do coração, e passado por alguns procedimentos clínicos.

## Dublagem
Waldyr fez a voz de Homer Simpson em Os Simpsons, que foi seu trabalho mais famoso, Eddie Murphy em vários filmes, a primeira voz do avô de Ben, Maxwell Tennyson em Ben 10, Rock Bottom em O Gato Félix, Doutor Paul Williams em Laboratório Submarino 2020, Peter Potamus em A Arca do Zé Colméia, Nagatomi Rikiei em Samurai Champloo, Okyoko na segunda dublagem de Yu Yu Hakusho, entre outros.

#### Oscar da Dublagem
Em 2006, foi homenageado no Prêmio Yamato de Dublagem, também conhecido como Oscar da Dublagem, junto com os dubladores, Peterson Adriano e Selma Lopes.

#### Controvérsias
Em 2007, Waldyr não mais dublou Homer Simpson após contenda com a Fox sobre direitos autorais após esta ter comercializado DVD's que usavam sua dublagem - feita apenas para exibição na TV. Feito isso, em 2007 foi substituído por Carlos Alberto Vasconcellos. A ultima vez que Waldyr dublou Homer Simpson foi no primeiro trailer do filme Os Simpsons.

## Trabalhos na televisão
| Ano       | Título                   | Personagem                      |
| --------- | ------------------------ | ------------------------------- |
| 1978-1980 | Sítio do Picapau Amarelo |                                 |
| 1979      | Os Gigantes              | Radialista                      |
| 1980      | Água Viva                | Jornaleiro                      |
| 1981      | Rosa Baiana              |                                 |
| 1981      | Baila Comigo             | Ernesto                         |
| 1982      | Sol de Verão             |                                 |
| 1983      | Guerra dos Sexos         | Arimatéia Torquato da Silva     |
| 1983      | Louco Amor               |                                 |
| 1984      | Amor com Amor Se Paga    | Delegado                        |
| 1984      | Corpo a Corpo            | César                           |
| 1985      | Roque Santeiro           | Terêncio Apolinário             |
| 1989      | O Salvador da Pátria     | Manoel da Cunha (Neco Carranca) |
| 1993      | Sex Appeal               |                                 |
| 1998      | Mulher                   |                                 |
| 1999      | Suave Veneno             |                                 |
| 2000      | Linha Direta             |                                 |
| 2007      | Sete Pecados             |                                 |
| 2009      | Força-Tarefa             |                                 |

## Trabalhos na dublagem

### Filmes
| Ator/Personagem  | |
| ---------------- | --- |
| Eddie Murphy     | Trocando as Bolas, Um Tira Da Pesada 2 (Dublagem Original: VTI Rio), Um Príncipe em Nova York, Os Donos da Noite, 48 Horas - Parte II e Até que a Fuga os Separe (1ª dublagem) |
| Dan Hedaya       | A Família Addams,As Filhas de Marvin (Rede Telecine) |
| Scatman Crothers | O Iluminado |
| David Sterne     | Piratas do Caribe - O Baú da Morte |
| Sean Connery     | Marnie, Confissões de Uma Ladra (1ª Dublagem) |

### Séries e desenhos
| Ator/Personagem        |                                                   |
| ---------------------- | ------------------------------------------------- |
| Homer Simpson          | Os Simpsons (Temporadas: 1ª até 8ª e 15ª até 18ª) |
| Abraham "Vovô" Simpson | Os Simpsons (Temporadas: 2ª até 8ª e 15ª até 18ª) |
| Patolino               | Looney Tunes (Dublagem Cinecrastro)               |
| Marvin O Marciano      | Looney Tunes e Space Jam (1962-1996)              |
| Hacker                 | Cyberchase                                        |
| Sr. George Feeny       | O Mundo é dos Jovens                              |

### Videogames
| Ator/Personagem |                   |
| --------------- | ----------------- |
| Jax / Maokai    | League of Legends |